# The Haunted Mansion
The Haunted Mansion (titulada: La mansión encantada en España y La mansión embrujada en Hispanoamérica) es una película de comedia, fantasía oscura y terror sobrenatural de 2003 dirigida por Rob Minkoff y escrita por David Berenbaum.
Se basa en la atracción del parque temático homónima de Walt Disney Parks and Resorts y está protagonizada por Eddie Murphy como un agente inmobiliario que, junto con su familia, queda atrapado en una mansión embrujada. Los actores Terence Stamp, Wallace Shawn, Marsha Thomason, Nathaniel Parker y Jennifer Tilly aparecen en papeles secundarios.
La película fue estrenada el 26 de noviembre de 2003 en EE. UU.. El largometraje fue criticada por los críticos, pero tuvo un buen desempeño en taquilla, recaudando $182,3 millones en todo el mundo con un presupuesto de $90 millones. A pesar de sus críticas iniciales, la película se ha convertido en una película de culto a lo largo de los años. Un reinicio dirigido por Justin Simien fue estrenado el 28 de julio de 2023.

## Argumento
El noble heredero propietario Edward Gracey (Nathaniel Parker) conoce y se enamora de Elizabeth Henshaw (Marsha Thomason), una mujer mestiza de clase media, en un baile que está organizando en su mansión Gracey Manor durante una noche. Por una razón desconocida, Elizabeth le escribe una carta a Edward y suicida esa misma noche. El suicidio de Elizabeth deprime tanto a Edward por la muerte de su prometida, provocando que se ahorcara en el ático, quitándose la vida.
Un siglo después, Jim (Eddie Murphy) y Sara Evers (Marsha Thomason) son los propietarios de la Inmobiliaria Evers & Evers y padres de un niño de 10 años llamado Michael (Marc John Jefferies), que tiene miedo a las arañas y de una niña de 12 años llamada Megan (Ariel Alexandria Davis). Jim es un adicto al trabajo que no pasa el tiempo suficiente con su familia. En un viaje de fin de semana en el que se ha comprometido a dedicar tiempo a su familia, hace un desvío a través de los pantanos de Nueva Orleans, Luisiana a Gracey Manor, una propiedad valiosa pero en decadencia. Los propietarios anteriores habían contactado con Sara, diciendo querer vender la casa.
Una vez que llegan a la casa, estalla una violenta tormenta, la familia corre hacia el techo que cubre una pequeña parte de la terraza, ahí descubren un cementerio que se ve desde ésta. Jim llama, la puerta se abre sola, dejando entrar a la familia en la casa, que está llena de polvo y telarañas. Entonces llega Ramsley (Terence Stamp), el mayordomo de aspecto escalofriante. Ramsley parece molestarse cuando ve que Sara no ha venido sola, pero de todas formas los invita a cenar. Jim acepta, pese a las quejas del resto de la familia, solo pensando en el negocio. La familia conoce a Edward, el heredero de la casa, que los invita a pasar la noche en la casa cuando la tormenta inunda el camino, impidiéndoles marchar. Megan y Michael son enviados a un dormitorio, Jim y Sara a otro. 
Sara, enfadada con Jim por llevarlos allí, se encierra en el baño, negándose a hablar con él. Entonces llega Ramsley, diciendo que Edward quiere hablar con él en la biblioteca. Mientras Jim espera a que llegue Edward, descubre un pasadizo secreto y queda atrapado dentro. Sara sale finalmente del baño y se encuentra a Edward, que le cuenta que en la casa vivía su amada Elizabeth, la cual aparentemente se suicidó, (provocando también el suicidio de Edward, aunque éste cuenta que la historia le sucedió a su abuelo). Mientras tanto Michael y Megan son guiados por un orbe azul hasta el ático, donde descubren un antiguo retrato de una mujer igual que su madre. Entonces aparecen Ezra (Wallace Shawn) y Emma (Dina Waters) un lacayo y una criada que trabajan para la mansión, quienes la identifican a la mujer como Elizabeth y advierten a los niños del peligro en que se encuentran. Mientras tanto, Jim conoce a Madame Leota (Jennifer Tilly), una fantasma de una gitana cuya cabeza está encerrada en una bola de cristal. Megan y Michael descubren que Emma, Ezra y los demás habitantes de la mansión son fantasmas, al igual que Edward y Ramsley, después de ser maldecidos por las muertes prematuras de Elizabeth y Edward, y solo pueden ingresar al más allá cuando los amantes se reencuentran. Los niños se encuentran con su padre y Madam Leota les cuenta que Edward piensa que Sara es su amada Elizabeth, que había regresado desde el más allá. También les dice que para poder romper la maldición que pesa sobre la mansión y salir de ahí, envía a los Evers a encontrar una llave debajo del mausoleo para que se revele la verdad sobre la muerte de Elizabeth.
Van de camino al cementerio, en el cual hay montones de almas sin descanso atrapadas en el mundo. Encuentran el mausoleo y Jim y Megan entran a ir por la llave, pero cuando la consiguen, los esqueletos de la cripta comienzan a atacarlos, además la puerta se cierra y Michael se niega a abrir la puerta, ya que está infestada de arañas que han salido de la nada. Finalmente, Michael supera su temor a las arañas y libera a su padre y su hermana, que cierran la puerta de la cripta encerrando a los zombis dentro.
Al volver a la mansión, Madame Leota los lleva a un baúl en el ático y utilizando la llave para abrirlo, encuentran en su interior que hay una carta de Elizabeth, revelando que ella realmente lo amaba y quería casarse con él, lo que indica que no se suicidó como todos creían. Entonces llega Ramsley y le confiesa que asesinó a Elizabeth, ya que la idea de que Edward y Elizabeth se casaran no le agradó (porque ella no era de la misma raza) y no iba a dejar que Edward abandonara su herencia. Después escribió una carta, fingiendo ser Elizabeth, que decía que no amaba a Edward. Tras la confesión y evitar que la verdad sea expuesta, Ramsley encierra a Megan y a Michael en un baúl y expulsa físicamente a Jim fuera de la mansión. Mientras tanto, Edward revela a Sara que cree que ella es Elizabeth, pero Sara huye dejando a Edward confuso, sin entender porqué ella no lo recuerda. Sara, aterrada, pide ayuda a Ramsley, pero él la amenaza diciendo que si no se casa con Edward matará a sus hijos, por lo que Sara acepta.
Jim trata de entrar en la casa, pero cada vez que golpea los cristales, éstos se vuelven a arreglar mágicamente, causando que Jim se sienta en el suelo sin esperanzas de salvar a su familia, pero entonces aparece Madame Leota, que anima a Jim a volver a intentarlo. Entonces Jim conduce su BMW E65 y lo estrella contra la vidriera. Logrando entrar a la mansión, se enfrenta a las armaduras de caballeros medievales del pasillo (quienes mágicamente cobran vida e intentan detenerlo), pero Jim consigue derrotarlos fácilmente, salvando a sus hijos y parando la boda, justo cuando Sara se llevaba la copa de veneno a los labios (para poder casarse con Edward tiene que morir). Jim entrega la carta verdadera de Elizabeth a Edward, el cual, furioso por la revelación, se enfrenta a Ramsley exigiendo una explicación. Ramsley se enfurece y empieza a gritar que no podía permitir que Edward y Elizabeth se casaran, y que todo lo que ha hecho era para ayudar a Edward. Después, Ramsley invoca a los malos espíritus y la chimenea se convierte en una entrada al infierno de la que sale un gran dragón demoníaco. El dragón se lleva a Ramsley al infierno y Jim está a punto de ser arrastrado por Ramsley, pero Edward le salva su vida.
Por desgracia, Sara ha bebido suficiente veneno para matarla y muere en brazos de Jim. Entonces, el orbe azul entra en el cuerpo de Sara y revive en ella, revelando que la verdadera Elizabeth era el orbe y no Sara. Elizabeth dice a Edward que le ama y deja el cuerpo de Sara, la cual resucita. En ese momento, se rompe la maldición y los fantasmas quedan libres. Edward les entrega la escritura de la mansión y, finalmente, todos los espíritus de la mansión y el cementerio ascienden al Cielo.
Jim ha aprendido una importante lección sobre la familia, y su hijo e hija han aprendido a ser valientes y vencer sus miedos. La familia se va por fin de vacaciones al lago como tenía planeado, pero con Madame Leota en el asiento trasero y el cuarteto de bustos cantarines atados al maletero del coche.
Después de los créditos finales se ve a Madame Leota diciendo: "Vuelvan pronto, vuelvan pronto. Y no se olviden de traer su certificado de defunción, nos morimos por tenerlo aquí".

## Reparto
- Eddie Murphy como Jim Evers, un agente inmobiliario exitoso pero adicto al trabajo que a menudo llega tarde a las reuniones familiares, pero hace todo lo posible para compensarlo.
- Terence Stamp como Ramsley, el misterioso mayordomo corrupto de Gracey Manor que sirve como figura paterna para el Maestro Gracey. Más tarde se revela que es el asesino de Elizabeth.
- Nathaniel Parker como Maestro Edward Gracey, el dueño cortés y amable de Gracey Manor que anhela que Elizabeth, su amor perdido, regrese a él después de su aparente suicidio.
- Marsha Thomason como Sara Evers, la esposa de apoyo de Jim que también es agente de bienes raíces. Thomason también interpreta a Elizabeth Henshaw, amante de la raza mixta del Maestro Gracey.
- Jennifer Tilly como Madame Leota, una mujer gitana cuyo espíritu está encerrado en una bola de cristal como una cabeza envuelta por la niebla verde. Ella habla en adivinanzas crípticas.
- Wallace Shawn como Ezra, el fantasma de un torpe lacayo que se preocupa por meterse en problemas.
- Dina Spybey como Emma, un fantasma de una nerviosa pero servicial mucama que parece aterrorizada por Ramsley.
- Marc John Jefferies como Michael Evers, el hijo aracnofóbico de 10 años de Jim y Sara. Para el papel, Jefferies basó el miedo de su personaje a las arañas en Ron Weasley de la serie de libros y películas de Harry Potter.
- Ariel Alexandria Davis como Megan Evers, la hija de 12 años de Jim y Sara, impaciente y desgarbada.
- The Dapper Dans como The Singing Busts.
- Deep Roy y Jeremy Howard como los fantasmas autostopistas.
- Corey Burton como The Ghost Host (voz).

## Menciones a la atracción
- La puerta que inhala y exhala en la película es igual a una de las puertas de la atracción.
- Los 3 fantasmas que aparecen en la carroza, hace referencia a la proyección del fantasma que aparece en el carrito al final de la atracción.
- Los bustos que cantan son como los que aparecen en el cementerio de la atracción.
- La habitación de Madame Leota hace referencia a la de la atracción.
- En la atracción hay un cuarto en el que lanzan truenos y se ve en el techo un cadáver colgando. Al igual que la escena de la película en la que se ve el suicidio de Edward.
- En la película, la mansión está en los pantanos de Nueva Orleans. Mientras tanto, la atracción está en la sección de "New Orleans Square" de Disneyland.
- La película empieza diciendo "Welcome Foolish Mortals" al igual que dice el "Ghost Host" al principio de la atracción.
- La banda sonora de la película es la misma usada en la atracción, aunque con ligeras variaciones.
- El pasillo al que llega Jim tras salir del pasadizo secreto es igual a la primera estancia de la atracción (en la cual, al igual que en la película, hay cuadros que cambian de aspecto y al final hay dos bustos que se giran cuando se pasa por delante)
- El ático en el que los niños encuentran el retrato de Elizabeth es una clara referencia al ático de la atracción.
- Todo el recorrido que realizan por el cementerio Jim, Michael y Megan cuando están montados en el carruaje es igual al que realizan los visitantes de la atracción (los fantasmas, los bustos cantantes y los esqueletos).
- Los fantasmas bailando en el salón mientras Edward habla con Sara son una referencia al salón de la fiesta fantasma en la atracción.
- Madam Leota es uno de los personajes más populares de la atracción.
- La frase final de Leota, tras los créditos finales, es la misma que dice al final de la atracción como despedida.
- Algunas de las escenas del principio (cuando se cuenta la historia de Elizabeth y Edward) hacen referencia a la mansión. Las cartas de tarot que cambian de aspecto, la caja de música (parecida a la que hay en los jardines de la atracción) y el reloj de trece horas (igual al reloj de péndulo de la atracción)
- El busto que abre el pasadizo de la biblioteca es igual al que está en la biblioteca de la atracción, y que sigue a los huéspedes con la mirada (este busto vuelve a salir en la película en el pasillo al que lleva el pasadizo)
- Master Gracey es el nombre que los fanes de la atracción han puesto al “Ghost Host”. Además (Nathaniel Parker) es físicamente parecido al retrato del dueño de la mansión que sale en el Hall de la atracción
- El cuervo, que sale varias veces en la película, es también un personaje recurrente de la atracción.

- Datos: Q1212923